# Programa de troca de seringas

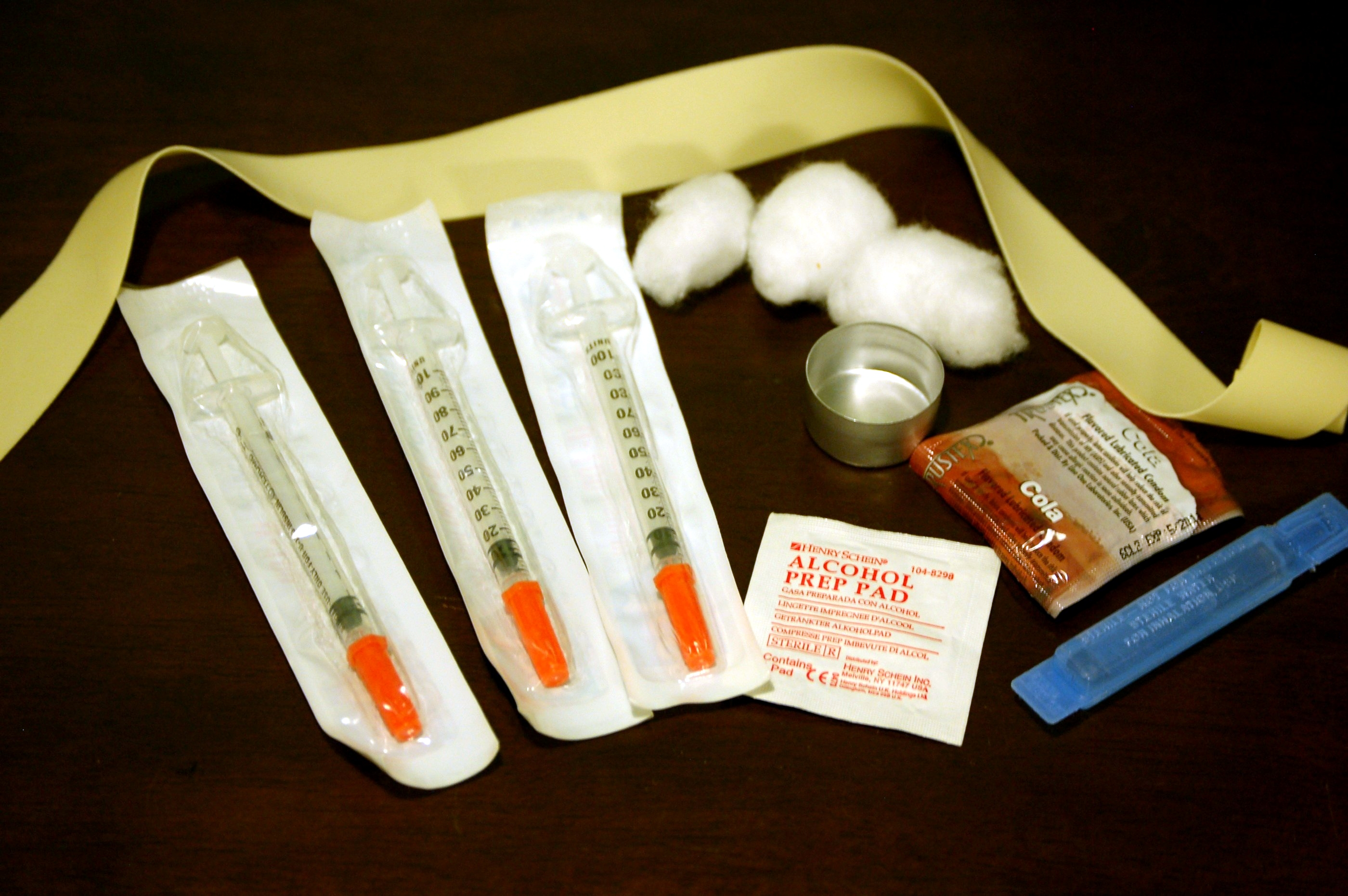
Conteúdo de um kit de troca de seringas

Um programa de troca de seringas é um serviço social que permite a pessoas que usam drogas injetáveis obter agulhas hipodérmicas e outros utensílios a baixo custo ou de forma gratuita. Tem por base o conceito de redução de danos que procura diminuir os fatores de risco de doenças como a SIDA e a hepatite. Embora os programas de troca de seringas forneçam o equipamento de forma gratuita, geralmente requerem que o utilizador devolva as seringas usadas para receber um número igual de novas seringas.
A Organização Mundial de Saúde afirma que os programas de troca de seringas diminuem significativamente e a baixo custo a transmissão do VIH entre toxicodependentes, não havendo evidências de que contribua para aumentar o consumo de drogas, tanto a nível individual como social.